# Brévands
Brévands är en kommun i departementet Manche i regionen Normandie i norra Frankrike. Kommunen ligger i kantonen Carentan som tillhör arrondissementet Saint-Lô. År 2018 hade Brévands 301 invånare.

## Befolkningsutveckling
Antalet invånare i kommunen Brévands
| Referens: INSEE |